# 都市対抗野球大会 (山形県勢)
本項は、都市対抗野球大会における山形県勢の戦績についてまとめたものである。

## 概略
- 山形県は東北地区に属する。古くから、東北の他県に比べて所属チーム数が少ないことから東北予選において勝ち上がることも少ない。
- 本大会に山形県勢が初出場したのは1950年（第21回大会）の山形ハッピーミシン。
- 2016年の第87回大会予選において、活動66年目の山形市・きらやか銀行が第1代表を獲得し、初の本戦出場を決めた[1]。山形県勢の本戦出場は66年ぶり[2]。本大会では初戦の大阪府門真市代表の強豪パナソニックを下し、県勢初の初戦突破を飾った。2回戦で敗退したものの、接戦を演じ、力の差を感じさせなかった。

## 通算成績
（第91回大会まで。中止となった第15回大会を除く。以下本項において同じ。）
- 延べ出場回数　4回
- 優勝回数　なし
- 準優勝回数　なし
- 通算勝敗　1勝4敗（勝率 .200）

## 出場チームの戦績
| 年     | 回     | 都市・チーム         | 成績      | 試合結果 | 試合結果                      |
| ------ | ------ | -------------------- | --------- | -------- | ----------------------------- |
| 1950年 | 第21回 | 山形市・山形ハッピー | 2回戦敗退 | 2回戦    | ● 2－8 古沢建設（鹿沼市）     |
| 2016年 | 第87回 | 山形市・きらやか銀行 | 2回戦敗退 | 1回戦    | ○ 4－3 パナソニック（門真市） |
| 2016年 | 第87回 | 山形市・きらやか銀行 | 2回戦敗退 | 2回戦    | ● 1－2 西濃運輸（大垣市）     |
| 2017年 | 第88回 | 山形市・きらやか銀行 | 1回戦敗退 | 1回戦    | ● 2－3 Honda鈴鹿（鈴鹿市）    |
| 2019年 | 第90回 | 山形市・きらやか銀行 | 1回戦敗退 | 1回戦    | ● 0－1 パナソニック（門真市） |

## 他県勢との対戦成績
| 都道府県 | 試合 | 勝 | 敗 | 分 |
| -------- | ---- | -- | -- | -- |
| 栃木県   | 1    | 0  | 1  | 0  |
| 岐阜県   | 1    | 0  | 1  | 0  |
| 三重県   | 1    | 0  | 1  | 0  |
| 大阪府   | 2    | 1  | 1  | 0  |

## 都市別の他都市との対戦成績
- 山形市

| 都市   | 試合 | 勝 | 敗 | 分 |
| ------ | ---- | -- | -- | -- |
| 鹿沼市 | 1    | 0  | 1  | 0  |
| 大垣市 | 1    | 0  | 1  | 0  |
| 鈴鹿市 | 1    | 0  | 1  | 0  |
| 門真市 | 2    | 1  | 1  | 0  |